# Reflect Missile
Pour les articles homonymes, voir missile (homonymie).
Reflect Missile (Trajectile au Japon et en Amérique du Nord) est un jeu vidéo de type casse-briques développé par Q-Games et édité par Nintendo, sorti en 2009 sur DSiWare.

## Accueil
- Nintendo Life : 9/10[1]